# Bahía de Doubtless
La bahía de Doubtless es una bahía de la costa este de la región de Northland, al noreste de Kaitaia, en Nueva Zelanda. Se extiende desde Knuckle Point, en la península de Karikari, al norte, hasta Berghan Point, en Hihi, al sur. Hay cabos rocosos, respaldados por numerosas y extensas playas, como Tokerau Beach, Taipa, Cable Bay, Coopers Beach y Mangonui Harbour.

## Descubrimiento maorí
Se dice que Kupe, el descubridor maorí de Nueva Zelanda, recaló inicialmente en Taipa, en la bahía de Doubtless.

## Contacto europeo
La bahía de Doubtless fue bautizada por el capitán James Cook durante su primer viaje de exploración del Pacífico en 1769. El mal tiempo impidió a Cook entrar en la bahía propiamente dicha, aunque varias barcas maoríes salieron de la costa para acercarse al Endeavour de Cook y vender pescado a su tripulación. Menos de dos semanas después, Jean-François-Marie de Surville ancló su barco Saint Jean Baptiste en la bahía. En represalia por el robo de una lancha que había quedado a la deriva después de que su barco arrastrara el ancla en una tormenta y escapara por poco a la destrucción, se llevó a un jefe maorí y prendió fuego a su aldea. En la bahía de Doubtless, en la Navidad de 1769, el capellán de Surville, el padre Paul-Antoine Léonard de Villefeix OP, dirigió el primer servicio cristiano en Nueva Zelanda.
La bahía de Doubtless se convirtió en el primer lugar de Nueva Zelanda visitado por un barco ballenero, cuando en 1792 el William and Ann visitó la bahía. En el siglo XIX funcionaron estaciones balleneras en las orillas de la bahía.
La zona era un centro de extracción de goma kauri.